# Städtisches Stadion an der Grünwalder Straße
Städtisches Stadion an der Grünwalder Straße (Grünwalder Stadion, Sechzgerstadion) – stadion piłkarski w Monachium (w dzielnicy Untergiesing-Harlaching), w Niemczech. Został otwarty w 1911 roku. Może pomieścić 15 000 widzów. Swoje spotkania rozgrywają na nim piłkarze klubu TSV 1860 Monachium, zawodnicy rezerw Bayernu Monachium oraz piłkarki żeńskiej sekcji tego klubu.

## Historia
Stadion powstał w 1911 roku, kiedy to klub TSV 1860 Monachium wydzierżawił teren pod budowę własnego boiska. Powstała wówczas drewniana trybuna z miejscami siedzącymi. Pierwsze spotkanie na stadionie odbyło się 23 kwietnia 1911 roku (gospodarze pokonali w nim MTV 1879 Monachium 4:0), choć oficjalnego otwarcia dokonano 21 maja 1911 roku, kiedy to rozegrano mecz lekkoatletyczny Monachium kontra Berlin (zakończony wynikiem 55:45). W 1922 roku za cenę 700 000 marek klub wykupił teren obiektu od poprzedniego właściciela. W latach 1925–1926 obiekt znacząco rozbudowano. Z pojemnością 35 000 widzów był to wtedy największy stadion w południowych Niemczech. Powstała wówczas trybuna główna po stronie południowej istnieje do dzisiaj. W 1927 roku obiekt przemianowano na Heinrich-Zisch-Stadion (od imienia prezydenta klubu). W 1937 roku będący w kłopotach finansowych klub odsprzedał obiekt miastu za kwotę ponad 350 000 marek, pozostał jednak nadal jego gospodarzem (na zasadzie wynajmu). Po przejęciu stadionu przez miasto obiekt został zmodernizowany. W 1941 roku nadano mu imię Hannsa Brauna. W trakcie II wojny światowej obiekt ucierpiał wskutek bombardowań (alianckie bomby spadły na stadion podczas dwóch nalotów, 7 września i 2 października 1943 roku). Obiekt przywrócono do funkcjonowania już w 1945 roku, zmieniając jednocześnie jego nazwę na Städtisches Stadion an der Grünwalder Straße (Stadion Miejski przy Grünwalder Straße); kompletną odbudowę ukończono w roku 1951. W latach 50. XX wieku rozbudowano trybuny za bramkami; w 1955 roku zainaugurowano prowizoryczne oświetlenie, w 1959 roku oddano zaś do użytku oświetlenie z prawdziwego zdarzenia, usytuowane na czterech masztach postawionych za narożnikami boiska. W latach 1978–1979 powstała nowa trybuna wzdłuż boiska od strony północnej. W pierwszej dekadzie XX wieku znacznie zredukowano pojemność stadionu. W latach 2012–2013 wyburzono trybunę za wschodnią bramką, w miejscu której postawiono nową, o mniejszej pojemności i przysuniętą bliżej boiska. Zmodernizowano także trybunę północną. W 2017 roku nieco podwyższono pojemność stadionu (ustalając ją na poziomie 15 000 widzów) poprzez otwarcie części sektorów na trybunie zachodniej, zamkniętych wcześniej z powodów bezpieczeństwa.
Stadion od początku swego istnienia służył jako arena domowa TSV 1860 Monachium (stąd jeden z przydomków areny: Sechzgerstadion). Po otwarciu w 1972 roku Stadionu Olimpijskiego zespół ten czasem grywał na nowym obiekcie, czasem powracał na swój stary stadion, na który ostatecznie na dłużej powrócił w roku 1982 i grał na nim regularnie do 1995 roku, kiedy z powrotem przeniósł się na Stadion Olimpijski. W sezonie 2004/2005 klub część swoich spotkań znowu rozegrał przy Grünwalder Straße, by od kolejnego sezonu przenieść się na nowo powstałą Allianz Arenę. W 2017 roku drużyna powróciła na swój Grünwalder Stadion. Największym sukcesem klubu było zdobycie Mistrzostwa Niemiec w sezonie 1965/1966 (a więc w czasie, kiedy zespół występował na obiekcie przy Grünwalder Straße). W 1965 roku zespół doszedł także do finału Pucharu Zdobywców Pucharów. Swoją historię ze stadionem wiąże również inny duży klub, Bayern Monachium, który grał na Grünwalder Stadion w latach 1925–1972 (po czym przeniósł się na Stadion Olimpijski). W czasie gdy piłkarze Bayernu grali przy Grünwalder Straße, klub ten trzykrotnie zdobywał Mistrzostwo Niemiec (w latach 1932, 1969 i 1972 – choć ostatni mecz sezonu 1971/1972, decydujący o mistrzostwie (wygrana 5:1 z FC Schalke 04) Bayern rozegrał już na Stadionie Olimpijskim), czterokrotnie Puchar Niemiec (w latach 1957, 1966, 1967 i 1969) i raz Puchar Zdobywców Pucharów (w sezonie 1966/1967). Na stadionie trzy oficjalne spotkania towarzyskie rozegrała również piłkarska reprezentacja Niemiec: 12 grudnia 1926 roku ze Szwajcarią (2:3), 18 sierpnia 1935 roku z Finlandią (6:0) i 20 października 1940 roku z Bułgarią (7:3). Na obiekcie grają także piłkarze rezerw Bayernu Monachium oraz piłkarki żeńskiej sekcji tego klubu.